# ジェームズ・ソーントン (アメリカンフットボール)
ジェームズ・ソーントン（James Thornton 1965年2月8日 - ）は、カリフォルニア州サンタローザ出身のアメリカンフットボール選手。ポジションはタイトエンド。1988年にシカゴ・ベアーズのアシスタントコーチから、ロボコップとニックネームをつけられた。

## 経歴
カリフォルニア州立大学フラトン校では入学当初はクォーターバックであったが、シーズン中にタイトエンドにコンバートされ、3年間先発タイトエンドを務め、4年次には17回のレシーブで230ヤードを獲得、2TDをあげるなど、48回のレシーブで5TDをあげた。
1988年のNFLドラフト4巡でシカゴ・ベアーズに指名された。
1年目の1988年から12試合に先発し、15回のレシーブで135ヤードを獲得した。プレーオフでも2試合に出場し、サンフランシスコ・フォーティナイナーズとのNFCチャンピオンシップゲームでは4回のレシーブで52ヤードを獲得した。
1989年の第4週フィラデルフィア・イーグルスとのマンデーナイトフットボールでは5回のレシーブで94ヤードを獲得、勝利に貢献した。この年、24回のレシーブで392ヤード、チームトップの平均16.3ヤードを獲得した。
1991年の第14週、サンクス・ギビング・デーのデトロイト・ライオンズ戦でRBニール・アンダーソンのフリーフリッカーでのパスプレーで、エンドゾーンでワイドオープンとなっていたが、パスが短かったため、足をもつれさせ、足首を負傷、シーズン残り3試合も欠場した。
1992年のプレシーズンに足首を負傷した。
1993年4月、ニューヨーク・ジェッツと契約を結んだ。
1995年2月、ジャクソンビル・ジャガーズ、カロライナ・パンサーズに対するエクスパンションドラフトの候補となった。同年6月、ジェッツから解雇された。同年、ヒューストン・オイラーズでプレーした。
2013年8月、他の多くの元選手たちとともに、NFLに対する脳震盪訴訟の一員に名を連ねていたことが報道された。